# Хинер Видаль, Сальвадор
Сальвадор Хинер-и-Видаль (исп. Salvador Giner y Vidal; 19 января 1832, Валенсия — 3 ноября 1911, там же) — испанский композитор и музыкальный педагог.

## Биография
Родился в музыкальной семье. Учился музыке у Паскуаля Переса Гаскона.
В 1871 году отправился в Мадрид, где стал известен вместе с Томасом Бретоном Эрнандесом и Франсиско Асенхо Барбьери. В Мадриде создал, среди прочего, «Реквием» в память о Марии де лас Мерседес Орлеанской, королёве-консорт Испании. Оставался в Мадриде до 1879 года.
Был профессором композиции в Высшей музыкальной консерватории Валенсии. Он также стал соучредителем Муниципального оркестра Валенсии Banda, профессионального оркестра.
Как композитор написал 434 музыкальных произведения, из них 271 духовное, 23 произведения для оркестра, 26 для концертно-духового оркестра, 30 сарсуэл, 38 хоровых произведений, 27 для камерных ансамблей, 14 произведений для театра и 5 опер.

## Память
- Его имя носит музыкальное училище в Валенсии.